# ایمیپروترین
ایمیپروترین (به انگلیسی: Imiprothrin) یک ترکیب شیمیایی با شناسه پاب‌کم ۱۲۳۶۲۲ است. 